# ینس لمان
ینس گرهارد لمان (به آلمانی: Jens Lehmann) (متولد ۱۰ نوامبر ۱۹۶۹ در اسن) دروازه‌بان ملی‌پوش سابق فوتبال اهل آلمان می‌باشد. لمان دو مرتبه (فصل‌های ۹۷-۱۹۹۶ و ۰۶-۲۰۰۵) به عنوان بهترین دروازه‌بان سال اروپا نیز انتخاب شده است. او در مسابقات لیگ قهرمانان اروپا دارای رکورد می‌باشد٬ بطوریکه در فصل‌های ۰۶-۲۰۰۵ و ۰۷-۲۰۰۶ در طی ۱۰ بازی (۸۵۳ دقیقه) هیچ گلی دریافت نکرد. وی نقش مهمی در نایب قهرمانی تیم آرسنال در مسابقات لیگ قهرمانان اروپا فصل ۰۶-۲۰۰۵ نیز داشت. وی سابقه‌ی حضور در باشگاه‌های شالکه ٬ آ.ث. میلان٬ بروسیا دورتموند٬ آرسنال٬ اشتوتگارت را دارد. وی در سال ۲۰۱۱ از فوتبال باشگاهی خداحافظی کرد. بازی با پای خوب، خروج‌های موفق و شجاعانه از دروازه در کنار شخصیت و توانایی رهبری از او یک دروازه‌بان مطمئن ساخته بود. او همچنین برای تیم ملی فوتبال آلمان در مسابقات جام جهانی و جام ملت‌های اروپا به میدان رفته است.

## تیم ملی
لمان اولین بازی ملی خود را در فوریه ۱۹۹۸ مقابل تیم ملی عمان به انجام رساند. او در مجموع در ۶۱ بازی برای تیم ملی آلمان به میدان رفته است که بسیاری از آن‌ها بازی دوستانه بوده است. وی در جام جهانی ۲۰۰۲ به عنوان دروازه‌بان دوم نیز حضور داشت. در تاریخ ۷ آوریل ۲۰۰۶ یورگن کلینزمن مربی وقت تیم ملی آلمان اعلام کرد که لمان دروازه‌بان اول تیم آلمان در مسابقات جام جهانی است. به این ترتیب لمان در مسابقات جام جهانی ۲۰۰۶ گلر اول تیم ملی آلمان بود که در هفت بازی انجام شدهٔ آلمان٬ در شش بازی به میدان رفت. الیور کان در بازی رده‌بندی این مسابقات مقابل پرتغال به میدان رفت. وی در تیم ملی فوتبال دارای (رکورد ۶۸۱) دقیقه بدون گل خورده می‌باشد. او در تاریخ ۸ اوت ۲۰۰۸ بازنشستگی خود را از بازی‌های ملی اعلام کرد. او این تصمیم را پس از صحبتی دو ساعته با یوآخیم لوو مربی تیم ملی آلمان و آندریاس کوپکه مربی دروازه‌بانان این تیم گرفت و اعلام کرد.

## افتخارات

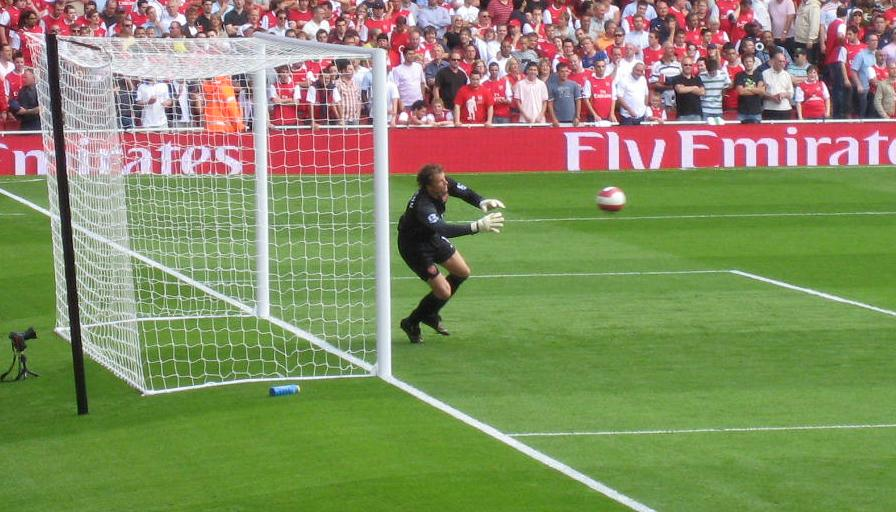
ینس لمان در حالت شیرجه برای گرفتن توپ

### باشگاهی
- شالکه
  - لیگ اروپا: ۹۷-۱۹۹۶
- آ.ث. میلان
  - سری آ: ۹۹-۱۹۹۸
- بورسیا دورتموند
  - بوندس‌لیگا: ۰۲-۲۰۰۱
  - لیگ اروپا: ۰۲-۲۰۰۱ (نایب قهرمانی)
- آرسنال
  - لیگ برتر انگلستان: ۰۴-۲۰۰۳
  - جام حذفی انگلستان: ۰۵-۲۰۰۴
  - جام خیریه انگلستان: ۲۰۰۴
  - لیگ قهرمانان اروپا: ۰۶-۲۰۰۵ (نایب قهرمانی)

### ملی
- جام جهانی فوتبال: ۲۰۰۲ (نایب قهرمانی)
- جام کنفدراسیون‌ها: ۲۰۰۵ (مقام سوم)
- جام جهانی فوتبال: ۲۰۰۶ (مقام سوم)
- جام ملت‌های اروپا: ۲۰۰۸ (نایب قهرمانی)

### فردی
- دروازه‌بان سال یوفا: ٬۱۹۹۷ ۲۰۰۶
- جوایز باشگاهی فوتبال یوفا (بهترین دروازه‌بان): ۰۶-۲۰۰۵
- تیم منتخب جام جهانی فوتبال: ۲۰۰۶

## آمار بازی‌های ملی
| تیم ملی آلمان | تیم ملی آلمان | تیم ملی آلمان |
| سال           | تعداد بازی    | تعداد گل      |
| ------------- | ------------- | ------------- |
| ۱۹۹۸          | ۲             | ۰             |
| ۱۹۹۹          | ۸             | ۰             |
| ۲۰۰۰          | ۲             | ۰             |
| ۲۰۰۱          | ۱             | ۰             |
| ۲۰۰۲          | ۳             | ۰             |
| ۲۰۰۳          | ۰             | ۰             |
| ۲۰۰۴          | ۵             | ۰             |
| ۲۰۰۵          | ۷             | ۰             |
| ۲۰۰۶          | ۱۴            | ۰             |
| ۲۰۰۷          | ۹             | ۰             |
| ۲۰۰۸          | ۱۰            | ۰             |
| مجموع         | ۶۱            | ۰             |